# Norges Volleyballforbund
De Norges Volleyballforbund (NVBF) is de koepelorganisatie in Noorwegen voor de beoefening van het volleybal. De NVBF organiseert het volleybal in Noorwegen en vertegenwoordigt het Noorse volleybal op internationale sportevenementen.
De bond is opgericht op 11 augustus 1946 en  lid van de Fédération Internationale de Volleyball. Anno 2014 telde de federatie zo'n 20.971 leden, verspreid over 326 verenigingen. 

## Ledenaantallen
Hieronder de ontwikkeling van het ledenaantal en het aantal verenigingen:
| Jaar | Ledenaantallen | Ledenaantallen | Ledenaantallen | Verenigingen |
| Jaar | Mannen         | Vrouwen        | Totaal         | Verenigingen |
| ---- | -------------- | -------------- | -------------- | ------------ |
| 2014 | 11.329         | 9.642          | 20.971         | 326          |
| 2013 | 10.377         | 8.605          | 18.942         | 325          |
| 2012 | 10.699         | 9.293          | 19.992         | 331          |
| 2011 | 10.337         | 8.746          | 19.083         | 330          |
| 2010 | 11.200         | 9.185          | 20.385         | 337          |
| 2009 | 10.549         | 9.005          | 19.554         | 352          |
| 2008 | 10.101         | 9.109          | 19.210         | 368          |
| 2007 | 9.962          | 9.050          | 19.012         | 390          |
| 2006 | 14.123         | 12.331         | 26.454         | 399          |
| 2005 | 14.060         | 12.588         | 26.648         | 396          |
| 2004 | 17.803         | 16.612         | 34.415         | 407          |
| 2003 | 13.951         | 13.256         | 27.207         | 399          |
| 2002 | 13.217         | 12.960         | 26.177         | 402          |